# 埃格尔科芬
埃格尔科芬是德国巴伐利亚州的一个市镇。总面积13.99平方公里，总人口1206人，其中男性596人，女性610人（2011年12月31日），人口密度86人/平方公里。